# Juri Iwanowitsch Nossenko
Juri Iwanowitsch Nossenko (russisch Юрий Иванович Носенко; * 30. Oktober 1927 in Nikolajew; † 23. August 2008 in den USA) war ein sowjetischer Agent.

## Leben
Nossenkos Vater Iwan Nossenko war von 1940 bis 1956 sowjetischer Minister für Schiffbau, wurde dreimal mit dem Leninorden ausgezeichnet und ist an der Nekropole an der Kremlmauer bestattet. 
Juri Nossenko trat 1953 in die Vorgängerorganisation des KGB ein. Er behauptete später, dass er im Auftrag des KGB Lee Harvey Oswald befragt habe, der sich vom 16. Oktober 1959 bis zum 13. Juni 1962 in der Sowjetunion aufhielt. Es wurde aber nie versucht, Oswald als Agenten zu rekrutieren, da er dem KGB nicht intelligent genug erschien.
Während eines offiziellen Aufenthalts in Genf in der Schweiz lief Nossenko am 4. Februar 1964 in die USA über. Dort wurde er verdächtigt, ein Doppelagent zu sein, und mehrere Jahre inhaftiert. Nach seiner Freilassung erhielt er von der CIA eine Entschädigung in Höhe von 80.000 US-Dollar und eine neue Identität. Er verbrachte den Rest seines Lebens inkognito im Süden der USA.